# Leonard (Missouri)
Leonard è un villaggio degli Stati Uniti d'America, situato nello Stato del Missouri, nella contea di Shelby.